# Насилна удушења
Насилна удушења, асфиктична повреда или суфокативно гушење (лат. аsphyxia violenta)  медицински је израз који се користи у судској медицини, медицинском праву и праву да означи насилни поремећај функције дисања који зависно од врсте насилног агенса, који може бити механичког, физичког  и хемијског порекла може довести до смрног исхода.

## Терминологија
Термин „удушење“ се користи на различите начине у последња два века у судској медицини. Иако је почео да означава смрти повезане са депривацијом кисеоника, његово дословно значење је одсуство пулса. Поред тога што удушења имају различита значења за различите практичаре, показало се да су класични знаци „удушења“ неспецифични и могу се видети код смрти без угушивања. Ови налази су петехије, цијаноза, конгестија, утечњавање крви и дилатација десне стране срца. Промене су толико неспецифичне да се често називају „застарелим квинтетом“.

## Епидемиологија
Према расположивим подацима удушње или насилна асфиксија  прилично је чест узрок смрти у пракси форензичких патолога – међу свим обдукцијама. 
Тако је нпр. у једној студији из 2010. године утврђено да је те године свака шеста жртва била жртва удушења. Негативни исходи су у већини случајева били услед развоја критичне исхемије мозга, а смртни случајеви су уследили након неколико дана проведених на јединицама интензивне неге. Није забележена веза са полом или годинама преминулог.
У другој студији такође је утврђена повећана стопа смртности услед удушења у медицинско-правним обдукцијама. Посебно, смрти услед удушења су један од најважнијих узрока смрти услед насиља. Током 21-годишњег периода од јануара 1984. до октобра 2004. године, у овој студији утврђено је 134 смртних случајева од удушења у Турској.
Смрти услед удушења чиниле су 15,7% свих форензичких обдукција; 20,8% случајева је старости између 30 и 39 година, а просечна старост је била 41,9 година. Мушкарци чине 79,8% свих случајева. Најчешћи начин смрти од удушења је вешање (56 случајева, 41,8%), затим утапање (30,5%) и тровање угљен-моноксидом (8,2%). Насилније методе, као што су лигатура или ручна дављења, чине 2,9% и 2,3% свих смртних случајева од удушења, што је респективно.

## Патофизиологија
Дисање, као једна од виталних функција у телу, у суштини представља транспорт кисеоника из атмосфере у ткива, односно ћелије и враћање створеног угљен-диоксида. Овај процес је изузетно сложен, у његовом ланцу постоји неколико карика, од којих свака мора бити функционална да би се вентилација, дифузија и транспорт наведених гасова одвијали нормално и правилно.
Пре свега, неопходан је одговарајући, нормалан састав атмосфере у којој се човек налази.
Онда, потребно је отворити усне и назалне отворе, проходност даљих дисајних путева (нос, уста, ждрело, ларинкс, трахеја).
Затим неопходан је очуван квалитет плућног ткива, правилан састав крви, очувана способност еритроцити да примају и преносе кисеоник у ткива и ћелије који морају имати квалитативне карактеристике које прихватају кисеоник, а све под условима правилног функционисања централне регулације дисања.
Поремећај или прекид било које карике наведен у овом ланцу доводи до оштећења респираторне функције, или до гушење (асфиксија), које се може завршити фатално или нефатално.
Сам назив овог облика гушења  (удушење, асфиктична или суфокантна повреда) указује на то да до поремећаја дисања долази  услед: нарушеног нормалан однос концентрација кисеоника и угљен-диоксида (21% : 0,03%) услед различитих врста повреда, а не акутне болести. Након повреде у удахнутом ваздуху долази до поремећаја процеса дисања услед повећане потрошње кисеоника, уз истовремено повећање концентрација угљен-диоксида, што онемогућава стварање потребне количине оксихемоглобина неопходног за одржавање виталних функција у телу.

## Врсте
Удушење или насилни респираторни поремећаји (лат. Asphyxia violenta)  у зависности од врсте насилног агенса, могу бити механичког, физичког или хемијског порекла.

### Насилно механичко удушење
Насилно механичко удушење које може настати дејством механичке оруђа на органе за дисање  по механизму настанка повред у судској медицини дела се на следеће групе:

#### Насилно механичко удушења запушењем
Насилна механичка удушења (лат. suffocatio) може настати као последица:
| Запушења носа и уста (лат. occlusio nasi et oris)              | Облик је акутног насилног механичког удушења узрокованог истовременим затварањем отвора носа и уста. Затварање ових отвора може се реализовати на три начина: ручно, неким за ваздух епропусним материјалом и/или предметом и одупирање отвора уста и носа о подлогу. |
| Запушења ждрела и гркљана (лат. obturatio pharyngolaryngis)    | Облик је акутног насилног механичког удушења узрокованог истовременим притиском и затварањем ждрела и гркљана неким страним телом, обично појединачним, мекшим или или чврстим предметом. По пореклу, ова врста удушења углавном су случајна. Страни предмети доводе до непотпуног или потпуног затварања ждрела (усног и гркљанског дела). Код овог удушења доминирају генерали знаци док се локално налази страни предмет који је изазвао ометање функције наведених делова респираторног тракта. |
| Запушења душника и душнице (лат. obturatio tracheobronchiorum) | Облик је акутног насилног механичког удушења узрокованог запушењем и затварањем душника и душнице неким чврстим појединачним или вишебројним предметима (зрно пасуља, коштица воћа, песак, плева, земља, зрна житарица итд.), кашастим (поврачани садржај зелудца) или полутечним садржајем (крв, муљ, садржај септичке јаме). Дубина продирања ддржаја у гране трахеје зависи од величине и конзистенције самог садржаја, али у начелу не продире у доње и крајњи делове дисајних путева, као нпр код случајева утопљења. |
| Утопљење (лат. submersio)                                      | Насилно је механичко удушење узроковано удисањем и продора течности у дисајне путеве са последичним запушавањем њихових доњих и завршних делова. Може бити примарно утопљење (субмерзија), и секундарно утопљење (хидрокуција) у којем је примарна синкопа, па се још назива и „синкопално”. Субмерзија, односно право или примарно утопљење погађа првенствено непливаче, али и пливаче који преценивши своје снаге, или нашавши се пред изненадним тешкоћама (матица, плима) тону под површину воде. Безнадежна, свесна одбрана у виду несврсисходних покрета доводи до губитка снаге и исцрпљења, а затим до опструкције ваздушних путева течношћу и асфиксије. У хидрокуцији основни узрок је губитак свести, тако да унесрећени тоне и при покушају дисања вода улази у дисајне путеве и доводи до удушења. Утопољење је један од најчешћих начина одузимања живота и најчешће се спроводи скоком са висине (обала, мостова) у дубоку воду |

#### Насилно механичко удушење стезањем
Насилно механичко удушење (лат. strangulatio) које  настаје стезањем органа за дисање може бити:
| Загушење рукама (лат.strangulatio manualis) | Код овое врсте удушења циљно подручје је врат а механизам повреда се остварује затезањем и притиском (једне или обе руке, лигатуте или применом притиска другим делом тела као што је подлактица или колено). Због сложене анатомије врата и то што кроз њега поред дисајних путева пролазе и велики крвни судови који, између осталог, снабдевају мозак крвљу, као и велики нерви преко којих мозак координира виталне функције тела, механизам смрти у овом удушењу је сложен. У случају смрти следећа три фактора су укључена: затварање дисајних путева, поремећај церебралне циркулације услед затварања великих крвних судова врата, инхибиција срца услед стимулације вратних нерава. |
| Задављење (лат stragulatio funalis)         | Врста је повреда удушењем која настаје као последица компресије врата. Може довести до несвестице или смрти због изазваног хипоксичног стање у мозгу. Фатално задављење се обично дешава у случајевима насиља, несрећа и један је од два главна начина поред вешања да узрокује смрт (због ломљења жртвиног врата). Задављења је најчешће убилачког, ретко задесног а изузетно самоубилачког порекла. |
| Вешање (лат. suspensio)                     | Вешање је насилно механичко удушење које настаја везиваем омче или лигатуре око врата коју затеже делимично или потпуно тежина сопственог тела. Вешање је уобичајен метод смртне казне још од средњег века и примарни је метод погубљења у бројним земљама и регионима. Вешање је такође метод самоубиства. Мала деца такође могу да доживе веђањем ако намотају ужад за прозоре или електричне навоје око врата или да се обесе ако су њихови креветићи остављени надомак завеса или електричних уређаја као што су вентилатори. Деца са сметњама у развоју су у опасности од случајне удушења у старијој доби, посебно ако је кревет модификован да спречи њихово испадање на под.         |

#### Позиционо удушење
Позиционо удушење може бити: насилно механичко удушење услед притиска на грудни кош и насилно механичко удушење због изнуђеног и неадекватног положаја тела.
У оба случаја ради се о насилном механичком удушењу  (лат. аsphyxia violenta) због притиска на грудни кош или изнуђеног и неадекватног положаја тела у коме онo спречава особу да адекватно дише. Од последица овог удушења људи могу умрети, случајно, када су уста и нос зачепљени, или када се груди можда нису могле у потпуности проширити и омогућити нормнално дисање. Позиционо удушење може  бити последица бруталности од стране полиције, војних затворских чувара или јатрогено уудушење због неадекватног рада медицинског особља. Позиционо удушње такође је чест узрок смрти код новорођенчади, чије тело још увек није довољно развијено да безбедно преузме основне функције као што је спавање у положају који није хоризонталан.
Све насилне механичке удушења су по току обично акутна, и карактеришу их релативно добро дефинисани клинички симптоми, као и општим и локални обдукционим налазом.
Један од облика је и eng. riot-crush удушењe, изазван хуманим стампедом, код кога престају респираторни покрети, код страдалих особа у нередима (сампеду), када се груди жртава стисну гажењем људи који се гомилају једни на друге.
Распеће је један је од необичан, историјских облик насилног удушења. Жртва је била типично прикован на крст ексерима забијеним кроз зглобове руку и ноге у дрвену пречку на усправном стубу. Смрт је настајала због хиповолемичног и секундарним шоком због бола од закуцавања, дехидрација и насилног удушења. Тежина тела на испруженим рукама омета издисање одржавајући међуребарне  мишиће у стању удисања. Издисање би постало првенствено дијафрагматично, са  продуженим временом трајања респирација што резултује оштећењем функције дисања и угушења.

### Насилно физичко удушење
Насилно физичко удушење настаје акцијом физичких агенаса нпр. електричне струје када парализа респираторних мишића или центра за контролу дисања може бити водећи механизам смрти услед удушења у случају струјног удара.
Насилно физичко удушење може настати и као последица повреде изазване високим притиском (хипербаризма) које се јављају, по правилу, на већим дубинама, код професионалних и аматерски рониоци или код несрећа у подморници и батискафу. Излагање тела високом притиску највише утиче на плућне структуре и доводи до пуцања алвеола, интерстицијалног емфизема и пнеумоторакса.
Повреде ниског притиска (хипобаризма) настају у условима оштећења система за притисак у авиону на великој висини, или током тренеже 
у коморама ниског притиска. Механизам оштећења је заснован на принципу растворљивости гасова у течностима за њихове парцијалне притиске. Брза транзиција при нижем притиску (декомпресија у равни, изненадна излазак рониоца са велике дубине или изненадни излазак радника из кесона на површину), доводи до експлозивног ослобађања гасова у телесним течностима, а највише у крви, што је познато као
процес кавитације. Мехурићи гаса су способни да зачепљују мале крвне судове разних органа и да цепају зидове мањих крвних судова при експлозивна декомпресија. Иако се процес дешава
у свим органима посебно су значајне опструкције можданих и кичмених крвних судова која може довести до смрти.

### Насилно хемијско удушење
Удушење отровима
Насилно хемијско удушење изазивају неки хемијски агенси – отрови:
- угљен-моноксид  који спречава пренос кисеоника због компетитивног везивања за хемоглобин,
- цијанова једињења која блокирају ћелијске ензиме дисања,[20]
- хемијске супстанце (барбитурати, алкохол), узете у превеликим количинама, које између осталог делују депресивно на центре за дисање.[21]

Удушење неотровним гасовима
Смрт од гасова за удушење настају, а не због токсичне природе гасова, већ пре због отсуства кисеоника из атмосфере. Угљен диоксид и метан су два гаса који се најчешће срећу. Оба су у суштини нетоксична и без мириса. Оба се налазе у канализацији и рудницима. Метан је главни састојак (94-96%) природног гаса који се користи се за кување. Без мириса је; мирис који детектујемо од природног гаса у домаћинствима је додати састојка за правовремено откривање цурења гас. Смањење атмосферског кисеоника на мање од 25% нормалног (5-6% запремине кисеоника) заменом кисеоник инертним гасовима, као што су угљен-диоксид и метан, доводи до губитка свести након неколико секунди и смрти за неколико минута.  До ових удушења и насилне смрти долази, због квара опреме, недостатак у дизајну или конструкцији уређаја или губитак контроле од стране појединца.
Одређивање узрок смрти у таквим случајевима заснива се на сазнању о околностима смрти, јер на обдукцији нема конкретних налаза. Токсиколошке анализа крви нису од помоћи у случају смррти изазване угљен-диоксидом.

## Општи клинички знаци
У скоро свим облицима и случајевима насилних механичких удушења јављају се  сличне клиничке појаве, које се одвијају у четири стадијума, пре него што дође до  умирање које код акутног насилног механичког удушења траје обично од око 5 до највише 10 минута.

### Стадијум диспнеје
Акумулација угљен-диоксида и недостатак кисеоника у крви, узрокују стадијум диспнеје или  „глади за ваздухом“, који траје око 1–1,5 минут (осим код вешања), а настали поремећаји здравља, односно дисајне функције, обично имају особине лаке телесне повреде. 
Овај стадијум праћен је убрзаним и појачаним дисајним покретима, плаветнилом коже лица, избуљеношћу очију, поремећајем пулса и крвног притиска. 
Како је свест у овом стадијуму још очувана,  у случају престанка деловања механичке силе, повређена особа памти и репродукује догађај (место, начин, средство повреживања итд.).

### Стадијум конвулзија
У овом стадијуму који трају до око 1–2 минута.  дисајни покрети су још увек присутни, али су све ређи и напорнији. Јавња се  губитка свести, још изразитије помодрелости лица и избуљености очију.
Прво се јављају клонични трзаји, а затим тонични грчеви Због губитка свести, постоји период несећања, који се обично односи и на догађаје који су претходили поврећивању (ретроградна амнезија). 
Степен оштећења здравља и угрожености живота преживелих особа у току или на крају ове фазе, има све особине тешке телесне повреде. 

### Стадијум апнеје
Основна карактеристика овог стадијума,  који траје око 2 до 3 минута,  јесте престанак спонтаних дисајних покрета због дубоке депресије централне респираторне регулације. Поред тога, долази и до продубљивања бесвесног стања. Срчана радња је још очувана, крвни притискак је снижен а пулс убрзан. Јавља се узетост мишића стезања желуца, чмара, мокраћне бешике и семених мехурића.
Степен оштећења здравља и виталних финкција, у слуæајевима спасавања и евентуалног преживљавања из овог стадијума, има све карактеристике тешке телесне повреде опасне по живот, уз могућа трајна и знатна оштећења функције мождане коре. 

### Терминални стадијум
У овом стадијума тело је у стању мировања, срчана радња, због очуваног аутоматизма, и даље је у функцији. Јавља се неколико терминалних покушаја удисања уз коначно гашење свих рефлекса и престанка срчане радње, што резултује окончањем механизма умирања.
Повређени ретко преживљавају овај стадијум, а уколико се то и деси, степен оштећења здравља и угроженост живота, има све особине квалификованог вида тешке телесне повреде са трајним последицама. На основу свега изнетог, произилази да умирање код акутног насилног механиæког удушења траје обично од око 5 до највише 10 минута

## Обдукциони налаз

### Општи обдукциони налаз
Општи обдукциони налаз  након фаталног акутног насилног механичког удушења, карактеристичан је због:
- деоксигенисане крви у ткивима,
- напорних и отежаних покрета дисања,
- повећаног капиларног притиска,
- отежаних контракција респираторних мишића у фази конвулзија, са последичним морфолошким променама на кожи и видљивим слузокожама.

### Спољашњи налаз
Спољашњи налаз на лешу карактерише изражена плавичастост коже и видљивих слузокожа. Мртвачке мрље су израженије, јављају се раније и тамније су сивољубичасте боје.
На кожи и видљивим слузокожама (лице, врат, горњи део груди, очни капци) постоје тачкаста и мрљаста  крварења.

### Унутрашњи налаз
Сви органи су препуњени крвљу, крв је течна, тамноцрвене боје, а на органским и зидним мембранама (плућа, пупчана врпца) уочавају се тачкаста или мрљаста крварења.
Плућа су акутно напрегнута, а на њиховим деловима се често примећују тачкаста крварења, узроковано присилним и напорним удахом--експираторним покретима и акутним повећање капиларног притиска.
У фази конвулзија може се наћи и крварење у скелетним мишићима, као резултат кидања мишићних влакана и снопова током неконтролисаних и изненадних контракције мишића.